# 아유타야 왕국
아유타야 왕국(태국어: อาณาจักรอยุธยา)은 현재의 태국 중부를 중심으로 실존했던 왕국으로, 1351년에서 1767년까지 존재했고, 수도는 아유타야였다.
태국에서 일어났던 다른 왕국들과 마찬가지로 중국과 인도, 유럽을 잇는 중간에 위치하는 지리적인 이점을 살려, 무역이 나라의 중요한 경제적 수단으로 자리잡았다. 아유타야 왕국에서도 왕가를 중심으로 독점 무역을 했다. 주로 중국에 쌀을 수출하여 국력을 기르고, 조선, 일본, 류큐국 등과 안남 등의 동아시아 국가, 동남아시아 크고 작은 섬들, 아랍 및 페르시아, 서양의 나라들과 활발하게 무역을 하여 막대한 부를 축적했다. 이 부를 바탕으로 아유타야에서는 당시 번영하고 있던 크메르 문화를 흡수하면서, 중국, 유럽, 페르시아 문화의 영향을 받은 독자적이고 화려한 문화가 꽃피게 되었다.

## 역사
유통 왕의 출신에 대해서는, 사료가 많지 않다. 그 때문에 그의 출신에 대한 여러 설이 제기되고 있는데, 당시 거래하던 네덜란드 무역상에 의하면 중국 출신이라는 설, 역병(또는 콜레라)로 버려진 치엔세인으로부터 이주해 왔다는 설과 롭부리 출신설 등이 있다. 어쨌건 간에, 아유타야 왕국 건국 당시의 주변 상황은 북쪽으로 수코타이 왕조가 인접하고 있었음에도 불구하고, 아유타야가 건국된 태국 중부는 수코타이 왕국의 영토가 아니었다. 게다가 아유타야 시대가 시작되기 직전까지의 낡은 유적이 태국 중부에서 발견되고 있는 것을 보면, 아직 발견되지 않은 왕조가 이미 존재하고 있었던 것을 알 수 있다.
아유타야 왕국 건국 이전의 태국 중부의 이 공백기에 롭부리나 펫차부리는 수코타이 왕국과는 달리 중국에 조공을 바치고 있었다. 따라서 유통 왕의 출신도 아마 태국 중부에 있는 나라의 왕가 출신이라는 것이 설득력을 얻고 있다. 게다가 ‘유통’이라는 말은 ‘돈의 요람’을 뜻하며, 태국 중부에서 이 이름을 가지는 왕은 많다. 즉, 태국 중부의 작명의 관습이기도 하다.
유통 왕은 왕조 연대기에서는 라마티보디라고 하는 이름으로 기술되고 있다. 왕이 즉위할 시기에 스판나품 왕가의 협력이 절실했고, 이후에는 대수코타이 정책으로 인해 두드러지게 된다.
라마티보디 1세는 상좌부불교를 국가의 공식적인 종교로 지정하고 동시에 힌두의 법전인 다르마샤스트라나 태국에서의 관습을 바탕으로 법전(삼표법전)을 정비했다. 삼표법전은 근대적인 법전이 정비되는 19세기까지 태국의 기본 법전으로서의 역할을 하게 된다.
14 세기말까지 아유타야 왕국은 동남아시아 최대의 세력으로 성장하였지만, 동남아 지역을 완전히 압도할 만큼의 인구는 보유하지 못하고 있었다. 이 때문에, 당시 쇠퇴하고 있던 크메르 제국에 세력을 확장하고 있던 대월 세력에 대항하기 위해, 라마티보디는 말년 1362년 크메르 제국을 공격해 아유타야의 영토의 확장을 꾀하였다. 그러나 아유타야는 앙코르를 완전히 장악하지 못했다. 수코타이 왕국과의 관계는 수코타이가 아유타야에 조공을 바치는 형태가 되었지만, 그 후 100년 후에 수코타이를 병합해 수코타이 왕국은 멸망하게 된다. 그러나 이 과정에서 아유타야에 새롭게 흥한 스판나품 왕가와 수코타이의 왕가와의 인척 관계를 강화하여 그 후에도 수코타이 왕가는 명맥은 겨우 유지하게 된다.
15세기에는 말레이 반도의 말라카 왕국이 아유타야의 고민거리가 된다. 말레이 반도에서는 말라카나 탄브라린가 이남의 말레이 반도 여러 도시가 15세기 초기부터 이슬람교으로 개종 하게 되어, 독립을 선언하게 되었기 때문이다. 결과적으로 아유타야는 말레이 반도 남부를 잃지만, 말레이 반도 북부를 계속 장악하여 고급품을 거래해온 온 중국 상인에 의해 국내의 경제는 활기를 유지하게 된다.
한편, 서쪽의 버마는 지역의 패권을 노리며, 16세기경부터 집요하게 아유타야를 침략하여 아유타야의 골칫거리가 되게 된다. 버마 따웅우 왕조의 군주 바인나웅은 1569년에 아유타야 왕 마힌트라티랏을 패망시켰으나 나레수안 대왕에 의해서 아유타야는 재건되었다. 이후 버마가 내란에 휩쓸리면서 버마의 침공은 줄어들지만, 꼰바웅 왕조가 국력을 축적하게 되면서 아유타야는 다시 버마의 침략에 골머리를 앓는다. 결국 1767년에는 신뷰신에 의해서 아유타야 왕국이 멸망하게 된다. 이때 아유타야의 도시는 철저하게 파괴되었기 때문에 버마군이 퇴각한 후 새롭게 왕이 된 딱신은 아유타야 재흥을 위해 짜오프라야강이 흐르는 톤부리 방면으로 천도를 하게 된다.

## 같이 보기
- 태국의 역사